# 江田バスストップ

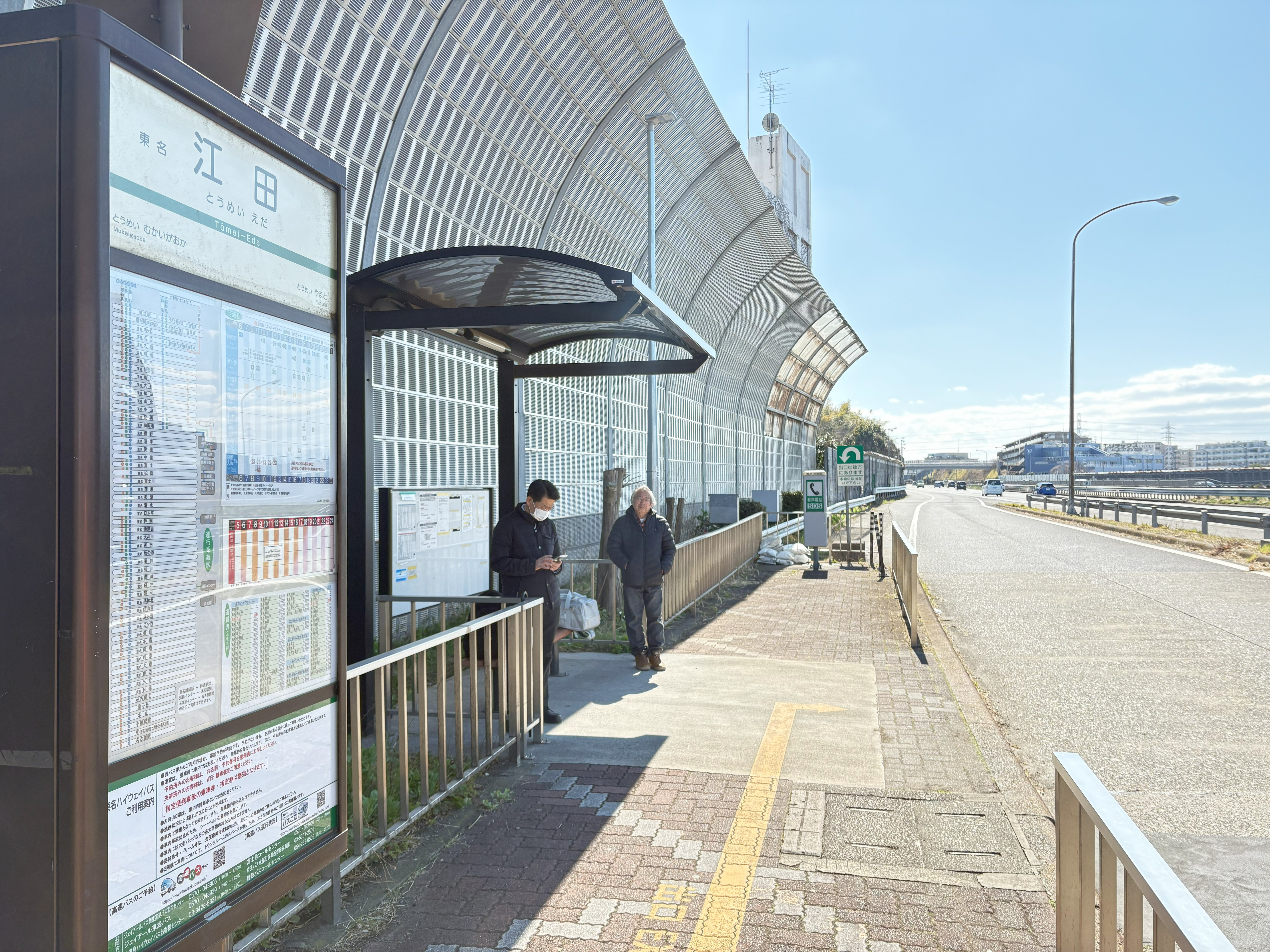
江田バスストップ（2025年3月撮影）

江田バスストップ（えだバスストップ）は、神奈川県横浜市青葉区荏田町の東名高速道路上に所在する、ジェイアールバス関東・ジェイアール東海バスの東名ハイウェイバス及び小田急ハイウェイバスの新宿・箱根線などが停車するバス停留所である。バス会社では東名江田（とうめいえだ）と案内している。
開設当初は小田急箱根高速バスの特急便と各社の急行便のみが停車していたが、後に上りは渋滞回避のために全便停車、下りは従来通過していた東名高速線の特急や超特急も停車する様になった。現在では「東海道昼特急」（上下共）・「ドリーム号」や、東海方面へ向かう各路線なども停車している。

## 歴史
- 1969年（昭和44年）6月10日 - 開設。

## 周辺のバスストップ・インターチェンジなど
E1 東名高速道路
向ヶ丘BS - (3) 東名川崎IC - 江田BS - (3-1) 横浜青葉IC - 港北PA - (4) 横浜町田IC・横浜BS

## 昼行便

### 下り
- 東名ハイウェイバス（静岡・浜松・名古屋）（JRバス関東、JR東海バス）
- 小田急ハイウェイバス（御殿場・箱根）（小田急ハイウェイバス）
- 東京 - 沼津線（裾野・沼津）（富士急シティバス）
- さんさんぬまづ号（裾野・沼津）（富士急シティバス）
- みしまコロッケ号（三島・沼津）（富士急シティバス）
- かぐや姫エクスプレス（富士）（富士急静岡バス）
- やきそばエクスプレス（富士宮）（富士急静岡バス）
- しみずライナー（清水）（しずてつジャストライン、JRバス関東）
- 静岡新宿線（清水・静岡）（京王バス、JR東海バス、JRバス関東、しずてつジャストライン）
- 渋谷・新宿ライナー浜松号/渋谷・新宿イーライナー（浜松）（京王バス、JR東海バス、遠州鉄道）

### 上り
下記の便のみ乗車が可能。他は降車のみ。
- JR東名ハイウェイバス（霞が関・東京駅日本橋口行）
- 小田急ハイウェイバス（池尻大橋・バスタ新宿行）

## 夜行便

### 下り
- ドリーム知多号（新安城駅・刈谷駅・太田川駅・金山駅・八田駅）（JRバス関東・JR東海バス）
- ドリームなごや号（豊田・名古屋）（JR東海バス）

### 上り
- 各便とも降車のみ。

## バス停へのアクセス
鉄道
- 東急田園都市線・横浜市営地下鉄ブルーラインあざみ野駅より徒歩約10〜15分
- 東急田園都市線江田駅より徒歩約15分

バス

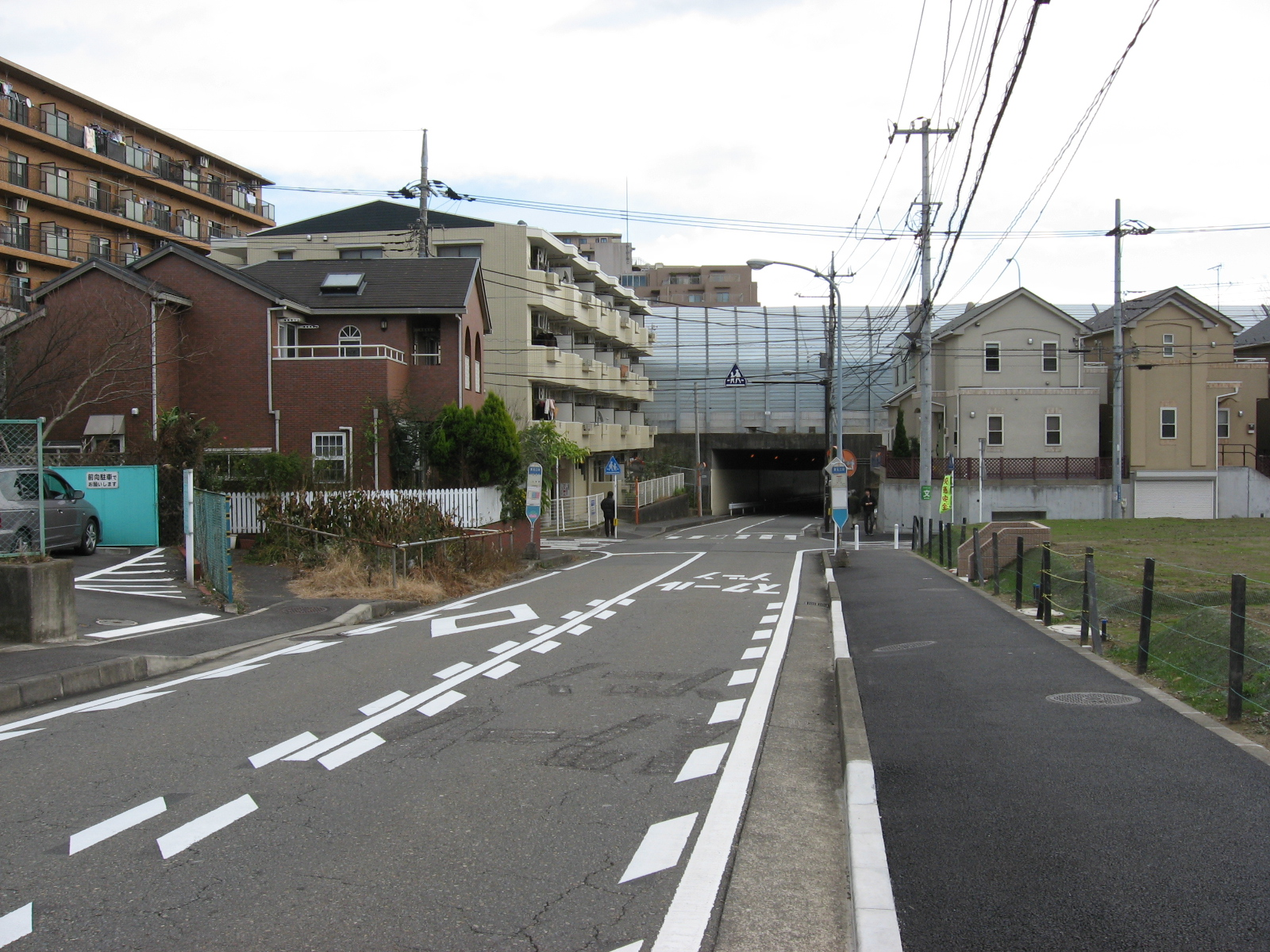
一般道の路線バスの「東名江田」バス停。前方が東名高速道路で、右へ約30m先に高速バス停がある（2007年1月7日撮影）。

- 高速バス停のすぐ北を通る神奈川県道13号横浜生田線上に同一名称の一般路線バス停があり、以下の路線が東急バスによって運行されている。2024年9月1日の改正に伴い、当該路線の運行が日中のみに減便となり、朝夕は実質、東名江田を経由する一般路線バスが無くなった。
  - た51 たまプラーザ駅 - あざみ野駅 - 東名江田 - 江田駅

- 東名高速で上り線が渋滞している場合、当停留所で下車してあざみ野駅まで歩き、田園都市線に乗車して都心に向かうことで、渋滞を回避できる。道路状況によっては、各高速バスの車内アナウンスでこのルートを推奨する場合もある。但し、東京都内までのバス乗車券を用いて当停留所で下車した場合、前途無効扱いとされるため、差額は払い戻されない。
- さらに都心寄りでの同様の渋滞回避手段として、東名ハイウェイバスなど一部では、2011年10月13日より用賀PA内に降車専用のバス停を設置している。

座標: 北緯35度33分48秒 東経139度33分28秒 / 北緯35.563209度 東経139.557810度